# Leili Anvar
Pour les articles homonymes, voir Anvar.
Leili Anvar, née le 28 mai 1967 à Téhéran, est une écrivaine et traductrice française, spécialiste de la poésie et de la spiritualité persanes. Elle est maître de conférences en langue et littérature persanes à l'INALCO.

## Biographie

### Origines et formation
Leili Anvar est née de mère française et de père iranien.
Ancienne élève du lycée Razi de Téhéran, puis du lycée La Bruyère à Versailles, elle intègre l'École normale supérieure en 1987 (promotion L1987). Agrégée d'anglais en 1991, elle est docteure ès lettres en 1998.

### Carrière
Maîtresse de conférences en littérature persane à l'Institut national des langues et civilisations orientales (INALCO) depuis 2001, elle appartient à l'équipe de recherche CERMOM (rattachement principal).

#### Travaux
Ses travaux sont principalement consacrés à l'étude de la littérature mystique ainsi qu’à la littérature amoureuse et ses développements spirituels. Leili Anvar contribue aussi à la connaissance du soufisme, de la culture, l'histoire, la littérature et la spiritualité persanes. Elle défend aussi une vision plus large et plus fraternelle des spiritualités du monde et des valeurs humanistes dont elles sont porteuses.
- Thèmes généraux de recherche[3] :
  - Littérature mystique persane (période médiévale)
  - Littérature contemporaine féminine (Iran, Afghanistan)
- Recherches en cours[3] :
  - L'expression de l'amour en littérature persane
  - Articulation poésie profane/poésie mystique
  - Les poétesses afghanes et iraniennes contemporaines

#### Publications
Traductrice et spécialiste de littérature mystique, en plus d’un grand nombre d’articles universitaires, elle a notamment travaillé sur l’œuvre du poète mystique persan du XIIIe siècle Djalâl ad-Dîn Rûmî et publié Rûmî aux éditions Entrelacs, ouvrage sur la vie et l’œuvre du poète, suivi d’une anthologie de ses œuvres.
Elle a dirigé la publication d'une anthologie de poésie arabe, persane et turque intitulée Orient – Mille ans de poésie et de peinture, pour laquelle elle a traduit les poèmes persans, en 2009.
On lui doit aussi une biographie de la poétesse kurdo-persane Malek Jân Ne’mati, suivie d’une anthologie de ses œuvres : Malek Jân Ne’mati, « la vie n’est pas courte, mais le temps est compté ».
Elle a traduit en français versifié le Manteqotteyr, chef-d'œuvre mystique du poète persan 'Attâr, sous le titre Le Cantique des Oiseaux.
En 2021, elle publie la traduction du Leyli et Majnûn de Jâmi, illustrée par la miniature d'Orient.

### Autres activités
Elle a animé sur France Culture l’émission Les Racines du ciel qu'elle a coproduite avec Frédéric Lenoir, puis Les discussions du soir. Elle est aussi chroniqueuse pour Le Monde des religions, où elle s'occupe de la rubrique « Regard spirituel ».
Conférencière (en français, anglais ou persan), elle donne régulièrement des conférences de par le monde sur différents thèmes relevant de la littérature et la spiritualité persanes.
Conteuse et comédienne, elle participe à des récitals de poésie qu'elle conçoit avec des musiciens de renom (Renaud Garcia-Fons, Karol Beffa, Layla Ramezan...).

### Décoration
- Chevalière de l'ordre des Arts et des Lettres

## Œuvres
- Rûmî[9], Entrelacs, 2004  (ISBN 290-8606178)
- Orient : mille ans de poésie et de peinture, éditions Diane de Selliers, 2004  (ISBN 978-2-903656-43-0)
- Malek Jân Ne'mati : la vie n'est pas courte mais le temps est compté[10], éditions Diane de Selliers, 2007  (ISBN 978-2903656416)
- Trésors dévoilés : anthologie de l'islam spirituel (avec Makram Abbes), éditions du Seuil, 2009  (ISBN 978-2-02-096402-9)
- Mawlânâ Djalâl Od-Dîn Rûmî, Rumi, textes choisis et présentés par Leili Anvar, Points, coll. « Sagesses », 2011  (ISBN 9782757814307)
- Le Cantique des oiseaux d'‘Attâr illustré par la peinture en Islam d'Orient, traduction intégrale et inédite versifiée, commentaires iconographiques (miniatures persanes) de Michael Barry, Paris, éditions Diane de Selliers, 2012  (ISBN 978-2-36437-003-6)
- Paroles de Vérités d'Ostad Elahi, traduction inédite, éditions Albin Michel, 2014
- Jâmi (illustré par les miniatures d’Orient), Leyli et Majnûn, éditions Diane de Selliers, 2021, 432 p. (ISBN 9782364371200)[11]
- Le Cri des femmes afghanes (anthologie établie et traduite par Leili Anvar), Bruno Doucey, 2022, 224 p. (ISBN 2362294250)[12]

## Distinctions
- Lauréate du Iran Book Award 2014, catégorie traduction littéraire
- Prix Mevlana[13], 2014
- Prix de l’Institut Shams et Rûmi[14], Téhéran, 2015